# پرنان-ورژلس
پرنان-ورژلس (به فرانسوی: Pernand-Vergelesses) یک کمون در فرانسه با جمعیت ۲۶۹ نفر است که در Canton of Beaune-Nord واقع شده‌است.